# Lita Nurlita
Lita Nurlita (* 1. November 1983 in Bandung) ist eine indonesische Badmintonspielerin.

## Karriere
Lita Nurlita gewann 2003 die Südostasienspiele und wurde im gleichen Jahr Dritte bei den Asienmeisterschaften. Vier Jahre später holte sie sich noch einmal Bronze beim asiatischen Championat. Bei den Olympischen Sommerspielen 2004 wurde sie Neunte im Damendoppel.

## Erfolge
| Saison | Veranstaltung       | Disziplin    | Platz | Name                                   |
| ------ | ------------------- | ------------ | ----- | -------------------------------------- |
| 2001   | Thailand Open       | Damendoppel  | 5     | Lita Nurlita / Endang Nursugianti      |
| 2001   | Indonesia Open      | Damendoppel  | 5     | Lita Nurlita / Endang Nursugianti      |
| 2001   | Thailand Open       | Mixed        | 5     | Hendra Gunawan / Lita Nurlita          |
| 2002   | Thailand Open       | Herreneinzel | 5     | Hendra Gunawan / Lita Nurlita          |
| 2003   | Asienmeisterschaft  | Damendoppel  | 3     | Jo Novita / Lita Nurlita               |
| 2003   | Südostasienspiele   | Damendoppel  | 1     | Jo Novita / Lita Nurlita               |
| 2003   | Thailand Open       | Damendoppel  | 5     | Lita Nurlita / Nur Sugianti Endang     |
| 2004   | Chinese Taipei Open | Damendoppel  | 2     | Jo Novita / Lita Nurlita               |
| 2007   | New Zealand Open    | Mixed        | 1     | Devin Lahardi Fitriawan / Lita Nurlita |
| 2007   | Asienmeisterschaft  | Mixed        | 3     | Fitriawan Devin Lahard / Lita Nurlita  |
| 2008   | Chinese Taipei Open | Mixed        | 1     | Devin Lahardi / Lita Nurlita           |